# 1559 Kustaanheimo
1559 Kustaanheimo је астероид главног астероидног појаса са средњом удаљеношћу од Сунца која износи 2,390 астрономских јединица (АЈ).
Апсолутна магнитуда астероида је 11,9.